# Kajsa Reingardt
Karin "Kajsa" Louise Reingardt (født 22. juni 1957 i Malmø) er en svensk skuespillerinde. Hun studerede ved Teaterhögskolan i Malmö fra 1977 til 1980 og var derefter ansat på Malmö stadsteater. Siden 1992 har hun været en del af det faste ensemble på Stockholms stadsteater.

## Udvalgt filmografi
- Faldgruben (1989)
- Beck (tv-serie, 1998)
- Taurus (tv-serie, 2002)
- Belinder auktioner (tv-serie, 2003)
- Uskyldigt dømt (tv-serie, 2008)
- Livet i Fagervik (tv-serie, 2009)
- Pigen, moderen og dæmonerne (2016)